# Yonne (folyó)
A Yonne folyó Franciaország területén, a Szajna bal oldali mellékfolyója.

## Földrajzi adatok
A folyó a Morvan-hegységben, Nièvre megyében ered, és Montereau-Fault-Yonne-nél Seine-et-Marne megyében ömlik a Szajnába. Hossza 292,3 km. 
Mellékfolyói az Anguison, Armançon, Auxois, Avon, Beuvron, Cure, Gaillarde, Oreuse, Ravillon, Serein, Tholon, Vanne és Vrin.

## Megyék és városok a folyó mentén
- Nièvre: Clamecy
- Yonne: Auxerre, Joigny, Sens
- Seine-et-Marne: Cannes-Écluse.

Az ókorban a neve Icaunus volt.